# أحمد عبد اللطيف الأسعد
أحمد عبد اللطيف الأسعد(1902 - 1961)، سياسي لبناني وسليل عائلة (آل علي الصغير) التي كان لها نفوذ سياسي لقرون في تاريخ جبل عامل، نائب في البرلمان اللبناني لأكثر من دورة ووزير لأكثر من حقيبة في الحكومات اللبنانية، كما أنه شغل منصب رئيس المجلس النيابي لعدة سنوات.

## ولادته ونشأته
ولد في العام 1902 ميلادي في بلدة الطيبة العاملية، والده عبد اللطيف خليل الأسعد، وجدّه خليل بك الأسعد.
تلقى علومه الأولى في مدارس القرية، وتعلّم اللغة الأجنبية على معلم خاص، ثم تابع دراسته الثانوية في الجامعة الأمريكية في بيروت وحصل على الفريشمن.
تزوج بابنة عمّه فاطمة كامل خليل الأسعد المعروفة بالست أم كامل وهي ذات شخصية قوية ومؤثّرة، وأنجبا: كامل الأسعد، وزينب زوجة الرئيس صبري حمادة وسعدى زوجة السفير أسعد الأسعد.

## في السياسة

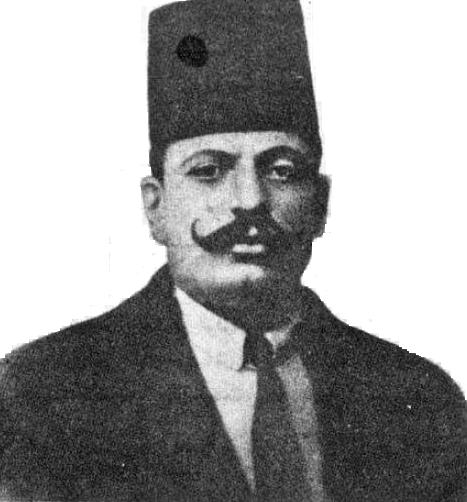
عبد اللطيف الأسعد
والد أحمد الأسعد
وأخو كامل خليل الأسعد

- بدأ نشاطه السياسي باكرا متأثرا بوالده عبد اللطيف الأسعد، وحميه كامل خليل الأسعد، فوقّع على محضر بيان مؤتمر علماء وادي الحجير الرافض للانتداب الفرنسي والداعي للانضمام إلى الوحدة السورية وذلك في العام 1920 ميلادي.
- ابتدأ زعامته السياسية في العام 1936م بدعم رجال الثورة ضد الفرنسيين في لبنان والإنكليز في فلسطين.[بحاجة لمصدر]
- وقد لعب دوراً رئيساً في حكومات الاستقلال إلى جانب الرؤساء بشارة الخوري ورياض الصلح وصبري حمادة.
- في العام 1948 ميلادي شارك في تجنيد العديد من الشبان في حرب فلسطين، فردّت إسرائيل بنسف دراته في الطيبة وقتلت ما يزيد عن 25 شخصا.[2]
- عارض تجديد ولاية الرئيس اللبناني الأسبق كميل شمعون.
- أيّد قيام الجمهورية العربية المتحدة بين مصر وسوريا برئاسة الرئيس جمال عبد الناصر، وقد عبّر عن ذلك التأييد بالزحف الشعبي الكبير عام 1958 من الجنوب اللبناني، وسائر المناطق اللبنانية الذي قاده إلى دمشق حتى قيل في ذلك اليوم أنه يوم الجنوب في سوريا.
- أسس وترأّس حزب النهضة اللبناني، وكان الهدف منه منافسة زعامة رشيد بيضون في بيروت مؤسس حزب الطلائع. وقد دارت منافسة قوية بين الحزبين كانت تنتهي غالبا إلى الصدام بين مؤيدي الطرفين على مدار سنين.
- كان متواضعا، يتمتّع بذكاء سياسي، كما وأنه كان يجيد التعامل مع كل طبقات المجتمع، لذا فقد دخل إلى الوجدان الشعبي العاملي.
- ترأس كتلة نيابية كبيرة على مدار السنوات الممتدة من العام 1937م إلى العام 1960 ميلادي.

## في النيابة
- انتخب نائبا في المجلس النيابي اللبناني أول مرة في العام 1937 ميلادي عن دائرة الجنوب، وأعيد انتخابه عن نفس الدائرة في الأعوام 1943 و1947 و1951 ميلادي.
- في العام 1951م انتخب رئيساً لمجلس النواب اللبناني خلفاً لصهره صبري حمادة لعدة أشهر، وأعيد انتخابه رئيسا للمجلس النيابي في الأعوام 1952 و1953 ميلادي.
- في العام 1953 ميلادي ترشّح للنيابة عن دائرة بنت جبيل وترشّح ابنه كامل الأسعد عن دائرة مرجعيون وفاز الاثنان في النيابة سويا.
- في العام 1957 ميلادي أعاد ترشيح نفسه عن دائرة صور ورشّح ابنه كامل الأسعد عن دائرة مرجعيون، ففاز ابنه وخسر هو الانتخابات، ويُرجع البعض هذه الخسارة لمعارضته التمديد للرئيس كميل شمعون، كما خسر سائر القادة اللبنانيين المعارضين للتجديد كالرئيس صائب سلام وكمال جنبلاط.
- في العام 1960 أعيد انتخابه نائبا عن دائرة قضاء بنت جبيل، وبقي نائبا حتى وفاته في العام 1961 ميلادي.

## في الوزارة
- عُيّن وزيرا للصحة والإسعاف العام والبرق والبريد في العام 1938 ميلادي فيحكومة الرئيس خالد شهاب.
- عُيّن وزيرا للزراعة والبريد والبرق في العام 1941 ميلادي، في حكومة الرئيس أحمد الداعوق.
- عُيّن وزيراللاشغال العامة والصحة العامة في العام 1945 ميلادي في حكومة عبد الحميد كرامي.
- عُيّن وزيرا للدفاع الوطني والزراعة في العام 1945 ميلادي في حكومة الرئيس سامي الصلح.
- عُيّن وزيرا للاشغال العامة في العام 1949 ميلادي في حكومة الرئيس رياض الصلح.

## التنافس العائلي على السلطة
في عام 1952 برزت خلافات عائلية بين أحمد الأسعد وأبناء عمه محمود خليل الأسعد حول التنافس على الزعامة أدت إلى سقوط قتلى من بلدة الطيبة الجنوبية، وأدى ذلك إلى التحاق أفراد كثيرين من البلدة بأحزاب محلية سياسية يسارية لمواجهة ممارسات آل الأسعد.

## وفاته
توفي في 16 آذار عام 1961 ميلادي، إثر انفجار في المعدة.